# Colobodactylus taunayi
Colobodactylus taunayi là một loài thằn lằn trong họ Gymnophthalmidae. Loài này được Amaral mô tả khoa học đầu tiên năm 1933.